# Sonate pour piano de Grieg
 (avril 2023).
Si vous disposez d'ouvrages ou d'articles de référence ou si vous connaissez des sites web de qualité traitant du thème abordé ici, merci de compléter l'article en donnant les références utiles à sa vérifiabilité et en les liant à la section « Notes et références ».
La Sonate pour piano en mi mineur op. 7 est l'unique du genre d'Edvard Grieg qui consacrera l'essentiel de son corpus pianistique à la petite forme pour l'instrument. Elle est également l'une des rares pièces où Edvard Grieg cherche à se fondre dans le moule d'une forme classique, ici, la sonate. Composée en 1865, elle se ressent de l'influence de Niels Gade à qui l'œuvre est dédiée.

## Structure
Cette sonate est composée de quatre mouvements :
1. Allegro molto
2. Andante molto cantabile
3. Alla minuetto ma poco più lento
4. Finale : molto allegro

## Analyse
Cette œuvre, assez méconnue, présente cependant de nombreuses qualités, non sur le plan de la forme, mais plutôt sur l'utilisation de moyens d'expressions constamment renouvelés qui en font une sonate pleine de lyrisme et d'ardeur.

## Discographie sélective
- Glenn Gould CBS 1972